# Julián Villagrán (actor)
Julián Villagrán Aguilar (Trebujena, Cádiz, 24 de mayo de 1973) es un actor español de cine y televisión. Es conocido por haber interpretado a Joaquín en Grupo 7   al pintor Diego Velázquez en la serie española El Ministerio del Tiempo y a Martín en Fenómenos (serie de televisión).

## Biografía
Se crio en Sevilla, desde pequeño se sintió atraído por la interpretación. De joven era un niño muy tímido y el arte dramático le sirvió como terapia para superarse a sí mismo. Aprendió interpretación en Sevilla, más tarde se mudó a Madrid, donde se desarrolló como actor de teatro. Es hermano de la actriz Aixa Villagrán.

## Filmografía

### Cine
- La Duquesa Roja (1996)
- Bailongas (2001) como Keko (Cortometraje)
- El espantapájaros (2001) como Jesucristo Crucificado (Cortometraje)
- Carlos contra el mundo (2002) como Carlos
- Cuando todo esté en orden (2002) como Santi
- Astronautas (2003) como Andrés
- Noviembre (2003) como Camarero
- Hipnos (2004) como Ulloa
- 7 vírgenes (2005) como José María
- Elsa y Fred (2005) como Doctor
- El examinador (2005) como Bruno
- Cabeza de perro (2006) como Eduardo
- AzulOscuroCasiNegro (2006) como Emilio
- Bienvenido a casa (2006) como Contra
- Bajo las estrellas (2007) como Lalo
- Imaginario (2008) como Pedro
- La cebra (2011) como Coronel
- Extraterrestre (2011) como Julio
- De tu ventana a la mía (2011) como Jesuso
- Ali (2012) como Vicente
- Impávido (2012) como Ray
- Grupo 7 (2012) como Joaquín
- ¿Quién mató a Bambi? (2013) como Mudo
- Open Windows (2014) como Poseído
- Murieron por encima de sus posibilidades (2014) como Julio
- Ciudad Delirio (2014) como Javier
- Gernika (2016) como Pierre
- Abracadabra (2017) como Pedro Luis
- Quién te cantará (2018) como Nicolás
- Cuando los ángeles duermen (2018) como Germán
- Violeta no coge el ascensor (2019)
- Mamá o papá (2021) como Javi
- Operación Camarón (2021) como Blas
- Canallas (2022) como Moisés
- Una vida no tan simple (2023) como Rascafría
- Tratamos demasiado bien a las mujeres (2024) como Julián

### Televisión
- Asalto informático (2002) como Juan
- El comisario (2002)
- Padre Coraje (2002) como Yonki en Plazoleta
- Despacito y a compás (2003)
- Tirando a dar (2006) como Enrique
- 7 días al desnudo (2006)
- El síndrome de Ulises (2007) como Taburete
- Ángel o demonio (2011)
- Marco (2011-2012) como Sandor
- Historias robadas (2012) como Pera
- Fenómenos (2012-2013) como Martín Pascua
- El Ministerio del Tiempo (2015-2017; 2020) como Diego Velázquez
- Web Therapy (2016) como Álex Miller
- Arde Madrid (2018) como Floren
- La Peste (2019) como Flamenco
- Lejos de ti (2019) como Padre Fulgencio
- Brigada Costa del Sol (2019) como Alfredo
- El tiempo que te doy (2021) como Richi
- La chica de nieve (2023) como Santiago Vallejo
- Superestar (2025) como Miguel de Diego, "Arlekín"

## Teatro
- Escuadra hacia la muerte (2016), de Alfonso Sastre, como Cabo Goban

## Premios y candidaturas
Premios Goya
| Año  | Categoría                                 | Película           | Resultado |
| ---- | ----------------------------------------- | ------------------ | --------- |
| 2007 | Mejor interpretación masculina de reparto | Bajo las estrellas | Nominado  |
| 2012 | Mejor interpretación masculina de reparto | Grupo 7            | Ganador   |

Premios de la Unión de Actores
| Año  | Categoría                            | Trabajo                  | Resultado |
| ---- | ------------------------------------ | ------------------------ | --------- |
| 2007 | Mejor actor revelación               | Bajo las estrellas       | Nominado  |
| 2008 | Mejor actor secundario de teatro     | La taberna fantástica    | Ganador   |
| 2012 | Mejor actor secundario de cine       | Grupo 7                  | Ganador   |
| 2016 | Mejor actor secundario de televisión | El ministerio del Tiempo | Ganador   |
| 2018 | Mejor actor de reparto de televisión | Arde Madrid              | Ganador   |

Medallas del Círculo de Escritores Cinematográficos
| Año  | Categoría              | Película           | Resultado |
| ---- | ---------------------- | ------------------ | --------- |
| 2007 | Mejor actor secundario | Bajo las estrellas | Nominado  |
| 2012 | Mejor actor secundario | Grupo 7            | Ganador   |

Premios Feroz
| Año  | Categoría                           | Serie                    | Resultado |
| ---- | ----------------------------------- | ------------------------ | --------- |
| 2017 | Mejor actor de reparto en una serie | El Ministerio del Tiempo | Nominado  |
| 2019 | Mejor actor de reparto en una serie | Arde Madrid              | Nominado  |

Otros
2001
- Ganador de la Mención especial en el Festival Internacional de Cine Cinema Jove de Valencia por Bailongas.

2011
- Ganador del Premio al Mejor actor de la sección Fantastic Features en el Festival de Cine Fantástico de Austin por Extraterrestre.[3]

2012
- Ganador del Premio al Mejor actor en el XVI Festival de Cortometrajes Cortada de Vitoria por Walkie Talkie.[4]
- Ganador del Premio ASECAN (Asociación de Escritoras y Escritores Cinematográficos de Andalucía) al Mejor actor por Grupo 7.[5]

2013
- Ganador del Premio al Mejor actor en el VI Festival Internacional de Cine Bajo la Luna - Islantilla Cinefórum por Walkie Talkie.[6]

2016
- Premio ASFAAN (2016), 21 Certamen Audiovisual de Cabra (Córdoba), homenaje y reconocimiento a la trayectoria de aquellos andaluces que trabajan en pro del audiovisual[7]